# Torkil Nielsen
Torkil Nielsen (* 26. Januar 1964 in Sandavágur) ist ein färöischer Fußball- und Schachspieler. Er ist vor allem für seinen 1:0-Siegtreffer im Länderspiel zwischen den Färöern und Österreich im Jahr 1990 bekannt, welches das erste Pflichtspiel der färöischen Fußballnationalmannschaft überhaupt war und aufgrund seines unerwarteten Ausgangs weltweit Aufmerksamkeit erregte.

## Fußball

### Vereine
Nielsen begann seine Karriere bei SÍF Sandavágur, für die er von 1981 bis 1993 aktiv war. In den Jahren 1989, 1990 und 1992 spielte er mit diesem Verein in der ersten Liga, 1991 konnte Nielsen mit 13 Toren den Titel des Torschützenkönigs in der zweiten Liga erringen. 1994 wechselte er zum Zweitligisten FS Vágar, für die er bis zum Karriereende aktiv war. In der ersten Saison erreichte die Mannschaft den zweiten Platz, was zum Aufstieg in die höchste färöische Spielklasse führte. Dort zählte er in den nächsten drei Jahren zu den Stammspielern. Nach der ersten Saison, die auf dem sechsten Platz abgeschlossen wurde, belegte der Verein 1996 nur den vorletzten Platz, was die Relegationsspiele gegen den Zweitplatzierten der zweiten Liga, EB/Streymur, zur Folge hatte. Sowohl beim 7:2-Hinspielerfolg als auch beim 5:2-Sieg im Rückspiel konnte Nielsen ein Tor beisteuern. In der Folgesaison belegte FS Vágar erneut nur den vorletzten Platz. Nach einem 1:3 im Hinspiel gegen TB Tvøroyri konnte das Rückspiel zwar mit 1:0 gewonnen werden, aufgrund der Addition der Ergebnisse stand jedoch der Abstieg fest.
Nielsen legte daraufhin eine Pause im Fußball ein und spielte danach nur noch sporadisch für die erste und zweite Mannschaft. 1999 gelang als Tabellenerster der zweiten Liga die Rückkehr ins Oberhaus. Dort kam Nielsen jedoch erst 2001 zu weiteren Einsätzen, zum Saisonende belegte FS Vágar nur den letzten Platz und stieg erneut in die zweite Liga ab. Danach pausierte Nielsen erneut und spielte zuletzt 2003 sowie 2007 für die zweite Mannschaft in der dritten Liga.

### Nationalmannschaft
Nielsen gab sein Debüt für die färöische Nationalmannschaft am 24. August 1988 beim Freundschaftsspiel gegen Island in Akranes, welches mit 0:1 verloren wurde. Dies war zugleich das erste Spiel der Färöer nach dem FIFA-Beitritt 1988. Im zweiten Spiel gelang ihm mit dem 1:0 gegen Kanada beim Freundschaftsspiel am 14. April 1989 in Tórshavn sein erstes Tor in der vierten Minute des Spiels, was gleichzeitig den Endstand sowie den ersten offiziellen Sieg der Nationalmannschaft bedeutete.
Beim Fußballländerspiel Färöer – Österreich 1990 erlangte er in seiner Heimat wie auch in Österreich große Berühmtheit, als er mit seinem Tor für den 1:0-Sensationssieg im ersten Qualifikationsländerspiel seines Landes überhaupt sorgte. Für die Nationalmannschaft bestritt er insgesamt 18 Spiele im Zeitraum von 1988 bis 1993 und schoss zwei Tore. Sein letztes Spiel absolvierte er am 16. Juni 1993 im Qualifikationsspiel zur WM 1994 gegen die Tschechoslowakei, welches in Toftir mit 0:3 verloren wurde.

### Erfolge
- Torschützenkönig der zweiten färöischen Liga: 1991

### Schiedsrichtertätigkeit
1992 leitete Nielsen zwei Spiele der zweiten Liga als Schiedsrichter, das erste am 13. Spieltag zwischen SÍ Sørvágur und HB Tórshavn II. 2005 folgte noch ein Spiel in der ersten Liga der Frauen.

## Schach
Heute sitzt Nielsen im Vorstand des lokalen Schachvereins Sandavágs Talvfelag (ST) und ist aktiver Spieler in den Landesmeisterschaften. Seine aktuelle Elo-Zahl beträgt 2137 (Stand: Januar 2014), er liegt damit auf dem 17. Platz der färöischen Elo-Rangliste. Seine bisher höchste Elo-Zahl von 2205 erreichte er im Januar und Juli 1983 sowie von Januar 1985 bis Juli 1986, er führte damit im Januar 1983, Juli 1983 (jeweils zusammen mit Jens Christian Hansen, Joan Paetur Midjord und Suni Ziska) und Januar 1985 (zusammen mit Midjord) die färöische Eloliste an. Bei den Schacholympiaden 1982, 1984 und 1988 spielte Nielsen am vierten Brett der färöischen Mannschaft und erreichte insgesamt 17½ Punkte aus 35 Partien.

## Persönliches
Von Beruf ist Nielsen Holzhändler. Seine Söhne Rógvi Egilstoft Nielsen (* 1992) und Høgni Egilstoft Nielsen (* 1997) sind ebenfalls Fußball- und Schachspieler. Im Fußball spielen bzw. spielten beide für 07 Vestur, die als Nachfolgeverein von FS Vágar gegründet wurden. Im Schach tragen beide den Titel eines FIDE-Meisters und liegen hinter Helgi Dam Ziska auf den Plätzen 2 und 3 der färöischen Elo-Liste (Stand: November 2018). Bei den Mannschaftseuropameisterschaften im Schach 2015 und 2017 gehörten sowohl Rógvi als auch Høgni zur Auswahl der Färöer, Høgni hat außerdem an der Schacholympiade 2014, Rógvi an der Schacholympiade 2012 teilgenommen.